# EMIT
EMIT, enzyme multiplied immunoassay test, är ett immunologiskt drogtest som görs för att påvisa eventuella narkotiska substanser i urin eller blod. Tekniken är relativt ospecifik jämfört med vissa andra analysmetoder, såsom masspektrometri, men har fördelen att det är snabbt och billigt.